# Fabrizio Vigni
Fabrizio Vigni (Siena, 16 settembre 1956) è un politico italiano.

## Biografia
Il suo impegno politico inizia negli anni ’70, nel movimento degli studenti e nella FGCI.  Eletto nel 1987 segretario provinciale del PCI senese, nel 1989 sostiene la svolta di Occhetto e guida la transizione verso la nascita del PDS, di cui diviene segretario provinciale nel 1991.
Nella città del Palio ricopre anche vari incarichi istituzionali. Nel 1975 è candidato per il Consiglio Provinciale, di cui fa parte fino al 1980. Capolista del PCI per le elezioni del Comune di Siena, dal 1988 al 1993 è consigliere comunale.
Per tre legislature, dal 1994 al 2006, è parlamentare. Nel 1994 viene eletto alla Camera dei Deputati nel collegio uninominale di Siena per la coalizione dei Progressisti. Nello stesso collegio viene rieletto nelle elezioni politiche del 1996 e del 2001 come candidato dell’Ulivo. Alla Camera è componente della Commissione ambiente, territorio e lavori pubblici, con il ruolo di capogruppo dei Democratici di Sinistra dal 2001 al 2006. Primo firmatario di numerose proposte di legge in materia di tutela dell’ambiente, sviluppo sostenibile e promozione della green economy, è stato anche l’artefice della proposta da cui sono nati gli incentivi fiscali per l’efficienza energetica degli edifici.
Dal 2004 al 2007 fa parte della Direzione nazionale e della presidenza dei Democratici di Sinistra. Dal 2001 al 2006 è responsabile del dipartimento infrastrutture e lavori pubblici del partito.
Esponente dell’area ambientalista del partito, nel 2004 è tra i promotori della mozione ecologista nel Congresso nazionale dei DS e diviene presidente dell’Associazione degli Ecologisti di Sinistra. Il suo impegno è rivolto a far crescere la cultura ambientalista nella sinistra italiana e, al tempo stesso, a favorire una evoluzione dell’ambientalismo verso un approccio scientifico e riformatore, contrastando le posizioni fondamentaliste e irrazionali del cosiddetto “ambientalismo del no”.
Nel 2007, insieme ad altri esponenti di primo piano dell’ambientalismo italiano, tra cui Edo Ronchi, Ermete Realacci, Roberto Della Seta, Francesco Ferrante e Massimo Scalia, dà vita alla associazione degli Ecologisti Democratici (Ecodem), di cui è presidente nazionale fino al 2014.
Impegnato nella costituzione del Partito Democratico, fa parte della Assemblea costituente del nuovo partito e dal 2008 al 2013 della Direzione nazionale, ricoprendo anche l’incarico di responsabile organizzazione.
Lasciato l’impegno politico attivo, svolge attività di studio e ricerca sui temi della transizione ecologica e dello sviluppo sostenibile. Dal 2009 al 2016 è stato anche amministratore di società operanti nel settore dei servizi ambientali, dell'economia circolare e delle energie rinnovabili. Ha collaborato a varie iniziative editoriali e pubblicato studi e dossier su temi ambientali.
Alla fine degli anni ’90 ha promosso la campagna internazionale di solidarietà per salvare la vita del giovane americano di origini italiane Derek Rocco Barnabei, condannato a morte in Virginia. Dopo l’esecuzione avvenuta nel settembre 2000 ha dato vita, insieme alla madre Jane Barnabei e alle istituzioni senesi, ad una Fondazione che opera per i diritti umani e l’abolizione della pena di morte nel mondo.